# Offensive du Levant
Guerre d'Espagne
L’offensive du Levant désigne l'ensemble des opérations militaires menées entre le 25 mars et le 24 juillet 1938 pendant la guerre d'Espagne. 
Les nationalistes, qui tentèrent de prendre d'assaut Valence, furent repoussés par les républicains avec de lourdes pertes.

## Contexte historique
Après l'offensive d'Aragon qui permit à l'armée nationaliste d'atteindre la mer Méditerranée, la République était divisée en deux. L'Armée populaire de la République espagnole était en débâcle et la route de Barcelone s'ouvrit aux nationalistes. Les nationalistes du général Francisco Franco ainsi que l'Allemagne et l'Italie s'attendaient à une attaque rapide contre Barcelone. Néanmoins, Franco décide de se tourner vers le sud, contre la capitale de la République, à Valence, car il craignait une intervention française en Catalogne à la suite de l'Anschluss. En outre, il ne voulait pas mettre fin rapidement à la guerre, voulant une guerre d'annihilation contre les Républicains afin d'écraser toute opposition.

## L'offensive

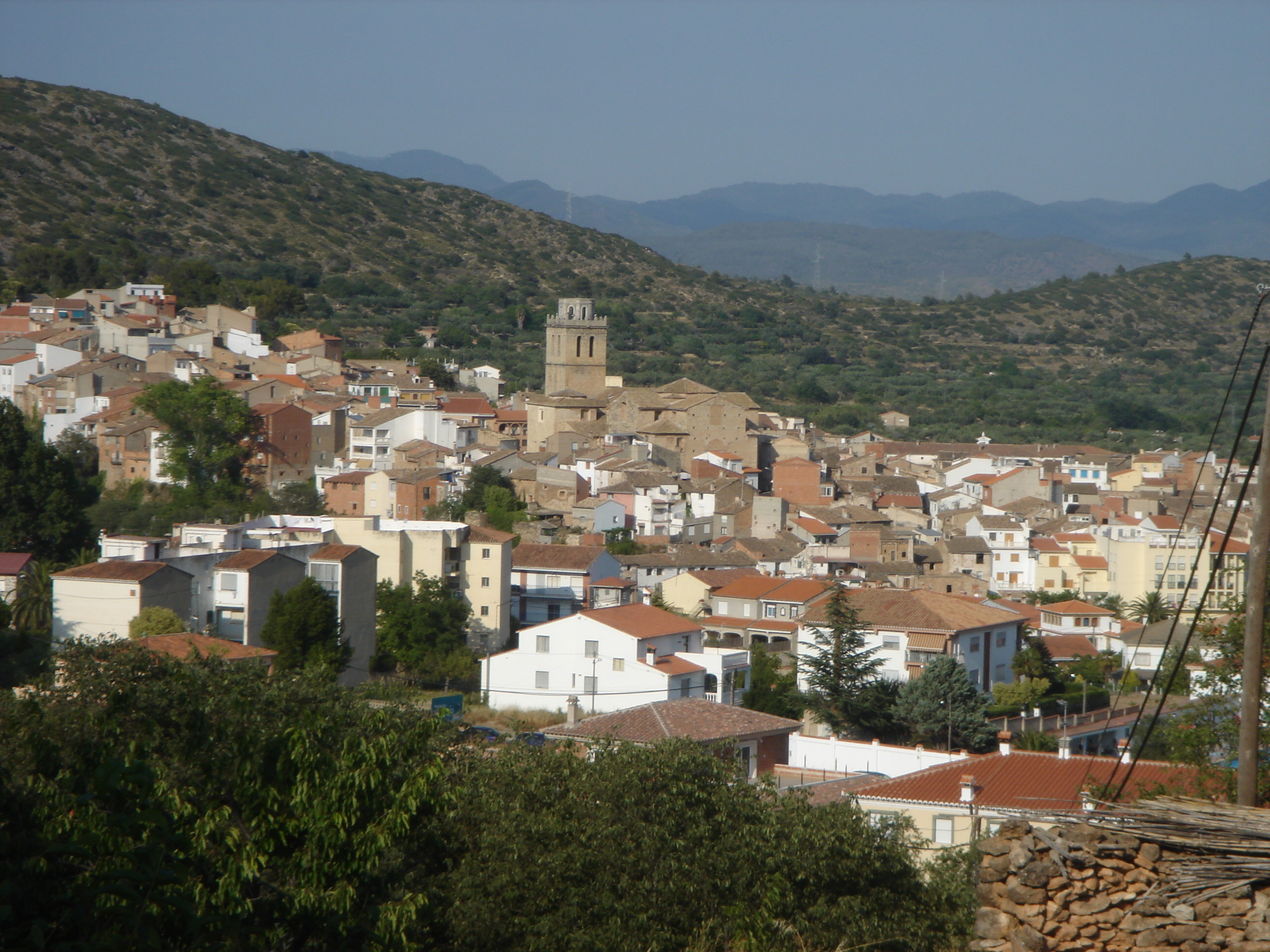
La ville de Viver (Communauté valencienne) où fut stoppée la progression des nationalistes le 13 juillet 1938.

Les nationalistes de Francisco Franco tentèrent de capturer la ville de Valence sous le contrôle de l'armée populaire espagnole. Les nationalistes parviennent à occuper la province de Castellón mais l'offensive échoue, malgré l'aide de 3 divisions italiennes du Corpo Truppe Volontarie en juillet 1938 en raison du mauvais temps et la résistance acharnée des républicains sur la ligne Matallana (ou XYZ), systèmes de fortifications et de bunkers construits afin de tenir face à l'artillerie lourde et aux raids des bombardiers. Les nationalistes subirent de lourdes pertes lors de la tentative de percée des lignes républicaines, environ 20 000 au total.

## Conséquences
Selon l'historien Antony Beevor, la défense de la ligne XYZ fut une grande victoire pour la République, plus importante que celle à la bataille de Guadalajara. L'armée républicaine parvient à se réorganiser et de planifier un assaut sur l'Èbre (Bataille de l'Èbre). Par ailleurs, les forces républicaines en Catalogne ont eu le temps de se réarmer avec les équipements fournis par les Français à la suite de la réouverture de la frontière en mars 1939.